# Плетньова Світлана Олександрівна
Світла́на Олекса́ндрівна Плетньо́ва (рос. Светлана Александровна Плетнёва; 1 квітня 1926, Вятка — 20 листопада 2008, Москва) — радянський та російський археолог, професор, фахівець з археології хозарів і середньовічних кочівників Євразійського степу. Випускниця історичного факультету Московського державного університету (1949). Кандидат наук (1952), доктор історичних наук (1968); обидві дисертації захистила в Інституті історії матеріальної культури Академії наук СРСР (сучасний Інститут археології РАН). Співробітник цього Інституту (1952—2006); завідувачка відділом слов'яно-російської археології (1974—1991), завідувачка групою середньовічної археології євразійських степів (1993—2002). Головний редактор журналу «Радянська археологія» (1988—1994; з 1992 — «Російська арехологія»). Лауреат Державної премії СРСР (1986). Похована на цвинтарі в місті Верея.

## Праці

### Дисертації
- Кандидатська: «Кочевники южнорусских степей IX—XIII вв. (по археологическим материалам и письменным источникам)» (1952). Інститут історії матеріальної культури АН СРСР. Науковий керівник: Рибаков Борис Олександрович.
- Докторська: «От кочевий к городам» (1968). Там само. Науковий керівник: Артамонов Михайло Іларіонович.

### Монографії
- Плетнева С.А. Хазары . (Академия наук СССР. Научно-популярная серия). Ответственный редактор Б.А. Рыбаков. Москва: Наука, 1976.
- Плетнева С.А. Хазары . (Академия наук СССР. Серия «Страницы истории нашей Родины»). Ответственный редактор Б.А. Рыбаков. Москва: Наука, 1986.
- Плетнева С.А. Половцы   . (Академия наук СССР. Серия «Страницы истории нашей Родины»). Ответственный редактор Б.А. Рыбаков. Москва: Наука, 1990. ISBN 5-02-009542-7.

### Статті
- Плетнева С. А. Печенеги, торки и половцы в южнорусских степях // Материалы и исследованмя по археологии СССР. — № 68. — 1958. — С. 170-174.

## Нагороди
- 1986: Державна премія СРСР
- Орден Знак Пошани
- Медаль «За трудову доблесть»
- Медаль «За трудову відзнаку»